# Jouvençon
Jouvençon és un municipi francès, situat al departament de Saona i Loira i a la regió de Borgonya - Franc Comtat. L'any 2007 tenia 419 habitants.

## Demografia

### Població
El 2007 la població de fet de Jouvençon era de 419 persones. Hi havia 188 famílies, de les quals 56 eren unipersonals (20 homes vivint sols i 36 dones vivint soles), 72 parelles sense fills, 52 parelles amb fills i 8 famílies monoparentals amb fills.
La població ha evolucionat segons el següent gràfic:
Habitants censats

### Habitatges
El 2007 hi havia 240 habitatges, 183 eren l'habitatge principal de la família, 35 eren segones residències i 22 estaven desocupats. 234 eren cases i 3 eren apartaments. Dels 183 habitatges principals, 156 estaven ocupats pels seus propietaris, 24 estaven llogats i ocupats pels llogaters i 3 estaven cedits a títol gratuït; 1 tenia una cambra, 5 en tenien dues, 24 en tenien tres, 61 en tenien quatre i 92 en tenien cinc o més. 148 habitatges disposaven pel capbaix d'una plaça de pàrquing. A 87 habitatges hi havia un automòbil i a 89 n'hi havia dos o més.

### Piràmide de població
La piràmide de població per edats i sexe el 2009 era:
| Homes | Edats   | Dones |
| ----- | ------- | ----- |
| 0     | 95 o +  | 0     |
| 0     | 90 a 94 | 0     |
| 0     | 85 a 89 | 4     |
| 4     | 80 a 84 | 0     |
| 24    | 75 a 79 | 24    |
| 8     | 70 a 74 | 8     |
| 20    | 65 a 69 | 24    |
| 8     | 60 a 64 | 12    |
| 8     | 55 a 59 | 8     |
| 12    | 50 a 54 | 8     |
| 12    | 45 a 49 | 12    |
| 32    | 40 a 44 | 20    |
| 20    | 35 a 39 | 12    |
| 8     | 30 a 34 | 24    |
| 0     | 25 a 29 | 4     |
| 12    | 20 a 24 | 4     |
| 20    | 15 a 19 | 12    |
| 12    | 10 a 14 | 20    |
| 16    | 5 a 9   | 12    |
| 8     | 0 a 4   | 4     |

## Economia
El 2007 la població en edat de treballar era de 264 persones, 189 eren actives i 75 eren inactives. De les 189 persones actives 168 estaven ocupades (88 homes i 80 dones) i 21 estaven aturades (8 homes i 13 dones). De les 75 persones inactives 40 estaven jubilades, 15 estaven estudiant i 20 estaven classificades com a «altres inactius».

### Ingressos
El 2009 a Jouvençon hi havia 190 unitats fiscals que integraven 433,5 persones, la mediana anual d'ingressos fiscals per persona era de 17.027 €.

### Activitats econòmiques
Dels 7 establiments que hi havia el 2007, 3 eren d'empreses de construcció, 2 d'empreses de comerç i reparació d'automòbils, 1 d'una empresa d'hostatgeria i restauració i 1 d'una empresa de serveis.
Dels 4 establiments de servei als particulars que hi havia el 2009, 2 eren paletes, 1 electricista i 1 restaurant.
L'any 2000 a Jouvençon hi havia 5 explotacions agrícoles.

## Equipaments sanitaris i escolars
El 2009 hi havia una escola maternal integrada dins d'un grup escolar amb les comunes properes formant una escola dispersa.

## Poblacions més properes
El següent diagrama mostra les poblacions més properes.